# Beffia
Beffia é uma comuna francesa na região administrativa de Borgonha-Franco-Condado, no departamento de Jura. Estende-se por uma área de 5,17 km². Em 2010 a comuna tinha 83 habitantes (densidade: 16,1 hab./km²).